# 1545年
| 千纪： | 2千纪 |
| 世纪： | 15世纪 \| 16世纪 \| 17世纪                                                                                 |
| 年代： | 1510年代 \| 1520年代 \| 1530年代 \| 1540年代 \| 1550年代 \| 1560年代 \| 1570年代                           |
| 年份： | 1540年 \| 1541年 \| 1542年 \| 1543年 \| 1544年 \| 1545年 \| 1546年 \| 1547年 \| 1548年 \| 1549年 \| 1550年 |
| 纪年： | 乙巳年（蛇年）；明嘉靖二十四年；越南莫朝廣和五年，后黎朝元和十三年；日本天文十四年                         |

## 大事记
- 12月13日——特伦托会议（又稱特利騰大公會議）在北義大利的特倫托开幕。
- 胡马雍在波斯萨非王朝的沙阿（国王）塔赫玛斯普一世的支持下，重返印度，攻占了坎大哈和喀布尔。
- 西班牙人在秘魯的波托西（現在是在玻利維亞）找到了蘊藏量豐富的銀礦。
- 施馬爾卡爾登聯盟吸納了選帝侯弗裡德里希三世治下的普法爾茨。
- 越後國武將黑田秀忠反叛，進攻長尾晴景的居城春日山城，殺死長尾晴景的弟弟景康、景房等人，之後於黑瀧城籠城，被長尾景虎降伏。
- 關東管領山內上杉家當主上杉憲政，趁北條氏康 在駿河東部與今川義元 為駿河國東部領地歸屬問題而兵戎相見，聯合上杉朝定及古河公方足利晴氏包圍後北條氏的河越城，經由武田晴信的斡旋，北條氏康割讓河東之地與今川義元和解，回師關東全力對抗足利上杉聯軍，在被包圍的河越城周邊交戰數月，是為河越城之戰。

## 出生
- 淺井長政，日本大名（逝世于1573年）
- 4月28日——李舜臣，朝鲜将军（逝世于1598年）

## 逝世
- 朝鮮仁宗
- 3月3日 - 陳琛，明朝理學家和教育家（出生于1477年）
- 9月24日 - 阿尔布雷希特 (勃兰登堡)，美因茨大主教（出生于1490年）